# Jonas Rashedi

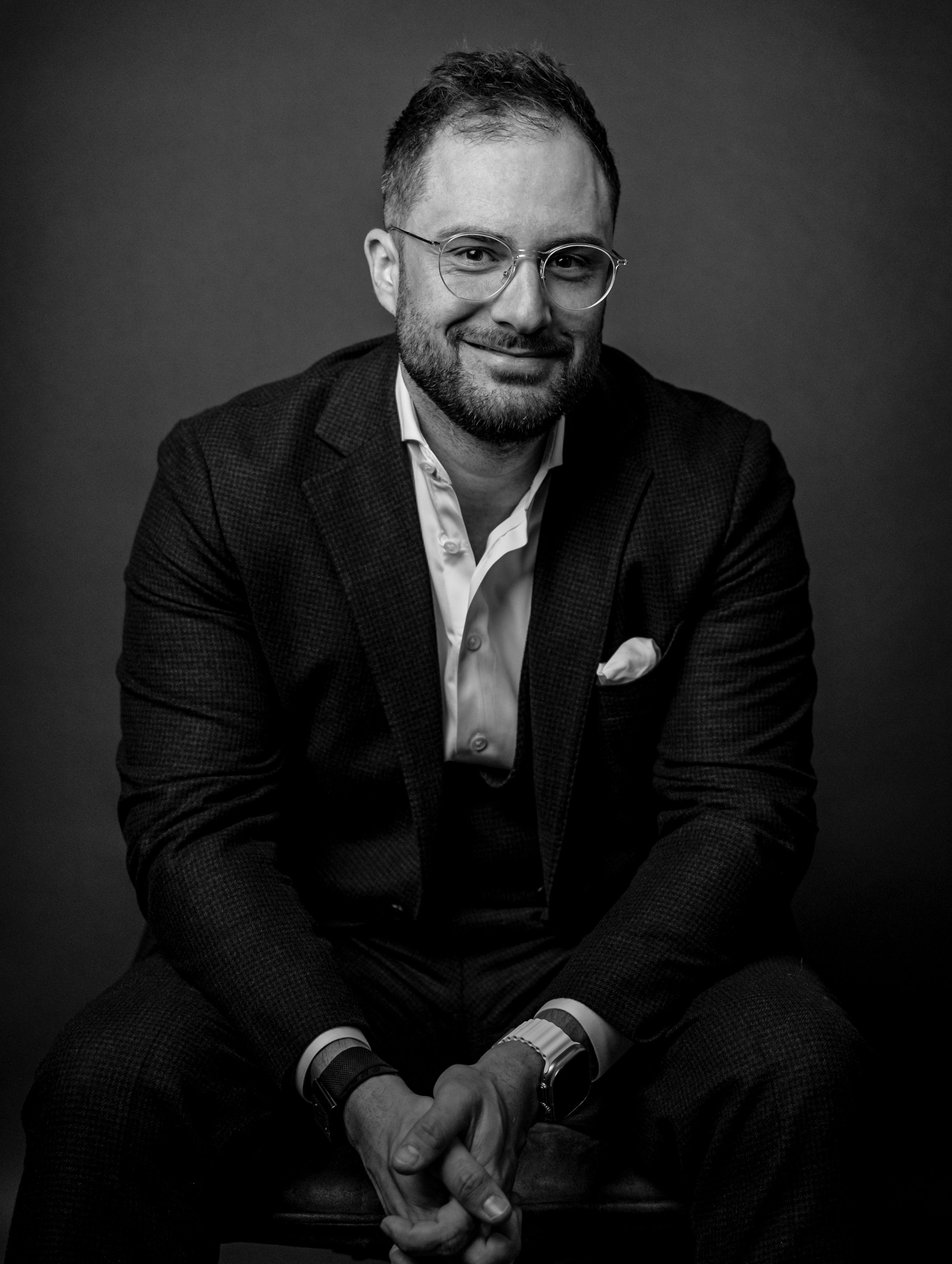
Jonas Rashedi, 2022

Jonas Rashedi (* 8. Juni 1988 in Pforzheim) ist ein deutscher Autor, Vortragsredner, Berater und Dozent.

## Leben
Jonas Rashedi ist Sohn eines iranischen Vaters und einer deutschen Mutter. Nach seiner Fachhochschulreife, die er im Kaufmännischen Berufskolleg in Ettlingen absolvierte, durchlief er die Ausbildung zum Sozialversicherungsfachangestellten bei der AOK Baden-Württemberg.
2006 machte er sich im Bereich des Online Marketings selbständig und führt seit 2009 die Agentur Rashedi Consulting.
Rashedi war von 2017 bis 2020 als Dozent für Social Media Marketing im IHK Bildungszentrum in Karlsruhe tätig. Seit September 2022 unterrichtet er nach eigener Aussage das Fach Customer Analytics an der Dualen Hochschule Baden-Württemberg.
Zudem war er von 2019 bis 2022 für die Parfümerie Douglas als Director Data Intelligence & Technologies tätig.
2022 wechselte er zur Funke Mediengruppe und bekleidet seitdem die Stelle als Chief Data Officer in dem neuen Geschäftsbereich Funke Data & Intelligence.
Seit März 2023 sitzt er im Beirat der Toolbox Datenkompetenz, einem Förderprojekt des Bundesministeriums für Bildung und Forschung.

## Medien
Seit 2020 schreibt Rashedi Bücher zum Thema Daten in den Springer Fachmedien Wiesbaden. Seit Juli 2020 ist er Host des Podcast-Formats „My data is better than yours“, in dem er Datenverantwortliche von Unternehmen wie O2, Lufthansa, SAP, Metro, Siemens, Siemens Energy, G2 Esports, Danone, Villeroy & Boch, OTTO, Zurich Gruppe, Thalia, WHU, Falke etc. interviewt.

## Publikationen
- Datengetriebenes Marketing: Wie Unternehmen Daten zur Skalierung ihres Geschäfts nutzen können (essentials), Springer Fachmedien Wiesbaden, 2. überarb. u. erw. Auflage 2024, ISBN 3-658-45061-4
- Das datengetriebene Unternehmen: Erfolgreiche Implementierung einer data-driven Organization, Springer Fachmedien Wiesbaden, 2022, ISBN 3-658-36423-8
- The data driven Organization: Using Data for the Success of Your Company (Business Guides on the Go), Springer Nature Switzerland, 2023, ISBN 3-031-20603-7
- Customer-Data-Plattformen: Grundlagen, Systeme, Implementierung und Prozesse, mit Lena Mauer, Springer Fachmedien Wiesbaden, 2023, ISBN 3-658-40539-2
- Was ist ein Datensilo? Springer Professional, 22. Oktober 2020[9]
- Customer Insights: Kundenbedürfnisse und Konsumentenverhalten verstehen, mit Stefan Kolb, Springer Gabler, 2024, ISBN 978-3-658-43391-8
- Quick Guide KI-Kompetenz für Analytics: Was Sie über KI wissen müssen und wie Sie die AI-Literacy in Ihrer Organisation erhöhen, mit Ramona Greiner und Matthias Böck, Springer Gabler, 2024, ISBN 3-658-44305-7